# الورثة (مسلسل كوري)
الورثة (باللغة الكورية 왕관을 쓰려는 자، 그 무게를 견뎌라 – 상속자들) (بالإنجليزية: "He Who Wishes To Wear the Crown, Endure Its Weight – The Heirs" أو "The Heirs" أو "The Inheritors") و (بالعربية: الذي يتمنّى لِبس التاجِ، يجب أن يتحمّلُ وزنَه - الورثة) هو مسلسل تلفزيوني جنوب كوري من بطولة لي مين هو، بارك شين هاي وكيم وو بن. تدور أحداثه في مدرسة ثانوية يسكنها الأثرياء وصفوة المجتمع.
بث المسلسل مباشرة بعد دراما سيد الشمس على قناة إس بي إس (SBS) الساعة العاشرة مساء بتوقيت كوريا الجنوبية يومي الأربعاء والخميس، من 9 أكتوبر حتى 12 ديسمبر 2013 لمدة عشرون حلقة، ليحل بعده المسلسل الناجح حبيبي من نجم آخر في ديسمبر 2013.
يعد المسلسل أول دراما كورية تم إنتاجها بالاشتراك مع منصة التوزيع الرقمي الأمريكية دراما فيفر (DramaFever) وشركة الإنتاج الكورية هوا آند دام بيكتشرز. حققت السلسلة نسب مشاهدات عالية في كوريا الجنوبية، كما حظيت بشعبية هائلة في جميع أنحاء آسيا.

## قصة المسلسل
تتتبع الدراما مجرى حياة مجموعة من الطلاب الأثرياء في ثانوية مجموعة الإمبراطورية «جي جوك» المصنفين حسب ثروات عائلاتهم «طبقة اجتماعية» ومستقبلهم المدروس للإستحواذ على إمبراطوريات عائلاتهم والتغلب على الصعوبات.
كيم تان «لي من هو» هو الوريث الثاني لمجموعةِ شركات إنشاءات كورية ضخمة تسمى إمبراطورية «جيجوك». تم نفيه إلى الولايات المتحدة من قبل شقيقه الأكبر كيم وون «تشوي جين هيوك» حتى لا ينافسه في إدارة المجموعة وباعتباره ابناً غير شرعي نتج إثر خيانة والده لوالدته. وأثناء وجوده في الولايات المتحدة، يلتقي مصادفة بــ تشا أون سانغ (باك شن هي) التي سافرت إلى أمريكا للبحث عن أختها الكبرى وبدء حياة أفضل قبل أن تصطدم بواقعها المرير. على الرغم من خطبته من الوريثة راتشيل ريو «كيم جي وون» يقع كيم تان في حب أون سانغ دون أن يعرف أنها ابنة مدبرة منزل عائلته التي تكرهها هذه الأخيرة.
عندما يعود كيم تان إلى كوريا، والرجوع إلى مقاعد الدراسة في ثانوية الإمبراطورية يصدم بصديقه السابق وعدوه الحالي تشوي يونغ دو «كيم وو بن» الذي يتنمر على أون سانغ لإستفزاز كيم تان. لكن التوتر بين الأصدقاء الأعداء يزداد عندما يقع تشوي يونغ دو أيضًا في حب أون سانغ، وبسبب سطو المال والسلطة يضطر كيم تان للاختيار بين مسؤولية متابعة أعمال العائلة أو الحفاظ على حبه.

## أبطال العمل

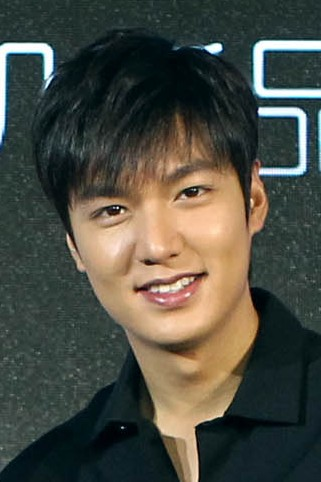
لي من هو في دور (كيم تان
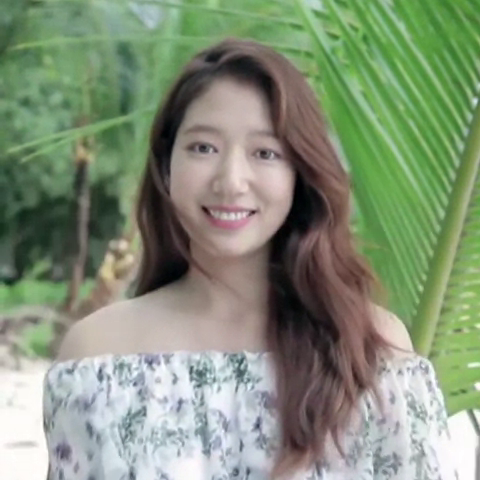
باك شن هي في دور (تشا إيون سانغ)
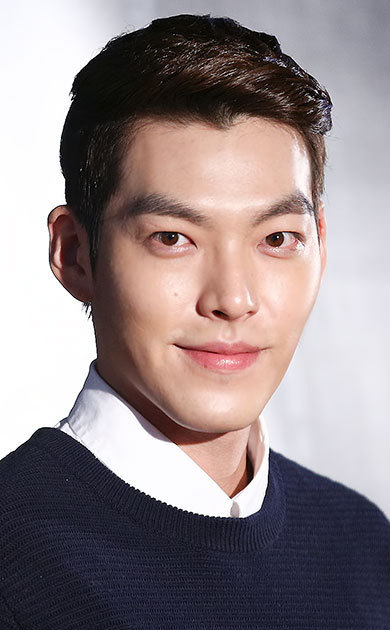
كيم وو بين في دور (تشوي يونغ دو)

### الشخصيات الرئيسية
| الشخصية       | الممثل    | الدور                                      | معلومات هامة |
| ------------- | --------- | ------------------------------------------ | --- |
| كيم تان       | لي من هو  | الوريث التاني لمجموعةِ الإمبراطوريةَ (جيجوك) | كيم تان هو شاب وسيم وثري والوريث الثاني لمجموعةِ الإمبراطوريةَ الذي يخفي وعائلته سرا يتعلق بكونه ولدا غير شرعي أنجب بناء على علاقة غير شرعية بين السكرتيرة والرئيس، لكنه مدرج في سجل الأسرة باعتباره الابن الثاني للزوجة لكي يكون وريثاً شرعياً وبسبب ذلك يكرهه شقيقه الأكبر كيم وون الذي ينفيه بموافقة والده للعيش في أمريكا لمدة طويلة مخافة مزاحمته له في الميراث. على الرغم من كونه هادئا وغير ناضج في بعض الأحيان، إلا أن كيم تان يتسم بالدفء والنزاهة. ورغم خطبته من راشيل يو، فإنه يَقِعُ في حب تشا أون سانغ التي يلتقيها مصادفة في أمريكا على الرغم مِنْ خلفيتِها الفقيرة. |
| تشا إيون سانغ | باك شن هي | طالبة ثانوية وحبيبة كيم تان                | تشا إيون سانغ شابة جميلة، بريئة ومجدة طالبة ثانوية من بين أفضل خمس طلاب في المدرسة، تساعد والدتها الخادمة في قصر رئيس مجموعةِ الإمبراطوريةَ وتعمل بدوام جزئي في عدة وظائف لجني المال بغرض السفر إلى أمريكا لدى شقيقتها الكبرى بغية تغيير حياتها للأفضل لكن الصدف تجمعها بكيم تان الذي يعجب بها. بعد عودتها من أمريكا يمنحها الرئيس كيم منحة دراسية لمتابعة دراستها الثانوية في مدرسة الإمبراطوريةَ (جيجوك) المرموقة ليبدأ الصراع بين الحفاظ على حبها والمستوى الطبقي البعيد وحب المتنمر تشوي يونغ دو                                                                        |
| تشوي يونغ دو  | كيم ووبين | وريث مجموعة فنادق زيوس                     | تشوي يونغ دو شاب وسيم، ذكي لكنه يستخدم ذاكرته لاحتقار ومضايقة أصدقائه بدلا من التفوق في دراسته يعد وريث منتجع فنادق زيوس الفاخرة، كان صديق كيم تان المقرب قبل أن يصبح ألذ أعدائه بسبب تفويته مقابلة والدته لأخر مرة، بعد مغادرة كيم تان إلى أمريكا يصبح أشد طلاب الثانوية تنمرا ومكرا لدرجة جعلت الجميع زملائه في المدرسة يخشونه ولإيلام وإغضاب كيم تان يتنمر على إيون سانغ، لكنه سرعان ما يدرك أن طيبتها جعلته يقع في حبها. |

### طلاب ثانوية الإمبراطورية
| الشخصية       | الممثل        | الدور                                                                  | معلومات هامة |
| ------------- | ------------- | ---------------------------------------------------------------------- | --- |
| رايتشل ريو    | كيم جي وون    | وريثة شركة آر.إس.تي انترناشيونال الشهيرة                               | رايتشل ريو هي الوريثة الوحيدة لدور أزياء ومجموعةِ فنادق كبرى، خطيبة كيم تان وطالبة ثانوية في مجموعة الإمبراطورية من صفوة المجتمع معروفة أيضاً باسم "باريس هيلتون"، تمتاز شخصيتها بالصراحة والغرور والأنانية، تكره تشا أون سانغ، وتحاول مرات عديدة تفريقها عن كيم تان ومقربة من أخيه غير الشقيق كيم وون. |
| لي بو نا      | كريستال جونغ  | وريثة المدير التنفيذي لشركة ميغا للترفيهِ                               | لي بو نا هي وريثة المدير التنفيذي لشركة ترفيهِ وأسهم، وأيضا طالبة ثانوية في مجموعة الإمبراطورية شابة مدللة كان كيم تان حبيبها الأول والسابق، قبل أن ينفصلا وتبدأ في مواعدة يون تشان يونغ الذي تغار عليه بجنون حتى من صديقته المقربة تشا إيون سانغ لكن مع مرور الوقت تصبح صديقة لها، تمتاز شخصيتها بالأنوثة والطيبة والغيرة المفرطة على حبيبها. |
| يون تشان يونغ | كانغ مين هيوك | ابن نائب الرئيس في مجموعة الإمبراطورية                                 | يون تشان يونغ هو شاب رزين، دافئ، ذكي، يعد أول الطلاب المتفوقين في الثانوية. على الرغم من حصوله على منحة خيرية للدراسة في الثانوية، إلا أنه لا يتعرض للتنمر من قبل الطلاب لمكانته كرئيس للفصل، يعتبر أفضل صديق مقرب لـ تشا إيون سانغ، وصداقته معها تجعل حبيبته لي بو نا شديدة الغيرة مما يجعله متعلقا بها أكثر. |
| لي هيو شين    | كانغ ها-نيول  | ابن المدعي العام                                                       | لي هيو شين هو طالب وسيم، غير مغرور بمال عائلته، رزين وهادئ في المرحلة الأخيرة للدراسة، يقع في ترتيب السدة الشرفية الثالثة للمجتمع داخل ثانوية الإمبراطورية، يدير نظام بث المدرسة جنبا إلى جنب مع "بو نا" وبعد ذلك مع "إيون سانغ". يعد أفضل صديق لـ "كيم تان". يتعرض لضغط شديد من والديه للدخول إلى كلية الحقوق التي يكرهها. للتغلب على ضغوط عائلته، ينضم إلى الجيش دون أن يخبر أحداً سوى "كيم تان" و "راشيل". يقع في حب من طرف واحد اتجاه معلمته الخاصة "جيون هيون جو" قبل أن يبدأ في وقت لاحق بالإعجاب بـ "راشيل ريو". |
| جو ميونغ سو   | باك هيونغ شك  | نجل الرئيس التنفيذي لشركة Victory Law Firm أكبر شركة محاماة في المدينة | جو ميونغ سو هو طالب مرح، سريع الذكاء، يحب المزاح. غالبًا ما يعلق في النوادي الليلية ويلتقط الصور لأصدقائه. يعد أفضل صديق لـ "يونغ دو" و "بو نا "(غالباً ما يجتمع الثلاثة في استوديو ميونغ سو الخاص، حيث يوجد جدار مغطى بصور أصدقائه وعائلته). |
| كانغ يي سول   | جيون سو جين   | ابنة مضيفة حانة سابقة ومالكة ل10 حانات فخمة في منطقة جانجنام في سول    | كانغ يي سول هي طالبة في ثانوية الإمبراطورية وأفضل صديقة لـ "بو نا". كان وجودها في مدرسة جيجوك الثانوية أمراً عادياً حتى كشفت "راشيل" عن مهنة والدتها السابقة التي أوقفت صداقتها مؤقتاً مع "بو نا". تكن بعض المشاعر لـ "تشوي يونغ دو". |
| لي سانغ وو    | تشوي تاي هوان |                                                                        | طالب في ثانوية الإمبراطورية وأحد أتباع لـ "تشوي يونغ دو". |
| هيو جون       | يانغ سونغ بيل |                                                                        | طالب في ثانوية الإمبراطورية وأحد أتباع "تشوي يونغ دو". |
| مون جون يونغ  | تشو يون وو    |                                                                        | طالب في ثانوية الإمبراطورية بمنحة خيرية ولذلك يعد أبرز ضحية للمتنمر "تشوي يونغ دو" الذي يضايقه بسبب طبقة اجتماعية يعد أول من يكتشف حقيقة "تشا إيون سانغ" الإجتماعية لكنه لايشي بها، يغادر لاحقا إلى مدرسة أخرى ورغم اعتذار "تشوي يونغ دو" له في نهاية المطاف يرفض فـ الأخير مسامحته. |

### مجموعة الإمبراطورية القابضة
| الشخصية       | الممثل         | الدور ومعلومات الشخصية |
| ------------- | -------------- | --- |
| كيم نام يون   | جونغ دونغ هوان | كيم نام يون هو رئيس مجموعة جيجوك، ووالد" كيم تان"و "كيم وون "يفعل المستحيل للحفاظ على شركته ولو كان الثمن سعادة أولاده الذين يبتعدون عنه. |
| كيم وون       | تشوي جين هيوك  | كيم وون هو الوريث الأول لمجموعةِ الإمبراطورية جيجوك والأخ الأكبر الغير الشقيق لـ "كيم تان". شاب ذكي، طموح والرئيس التنفيذي لمجموعة جيجوك العائلية العملاقة. في احتكاك مستمر مع والده، يحاول أن يحكم الشركة بنفسه مخافة منافسة "تان" له. وبسبب ذلك، لم تكن لديه أبدا علاقة أخوية حقيقية مع "تان"، على الرغم من محاولات هذا الأخير للفوز بقلبه. تربط" كيم وون "علاقة حب مع المعلمة "جون هيون جو" التي يتخلى عنها في وقت لاحق من أجل إدارة الشركة والزواج من "يانغ دا كيونغ" رغم حبه لها. |
| جون هيون جو   | ليم جو يون     | جون هيون جو معلمة في ثانوية الإمبراطورية جيجوك للصفوة التي كانت قد تخرجت منها بموجب منحة قدمت لها من الرئيس. متفانية، جادّة وذكية تربطها علاقة حب مع "كيم وون" لكنهم سرعان ما ينفصلان بسبب تهديد والده له بنشر ماضيها كفتاة فقيرة وتشويه سمعتها كفتاة متسلقة. كانت المعلمة الخاصة للطالب "لي هيو شين" وحبه الأول من طرفه فقط. |
| بارك هيي نام  | كيم مي كيونغ   | بارك هيي نام هي والدة" تشا إيون سانغ" الخادمة في في قصر رئيس مجموعةِ الإمبراطوريةَ. امرأة صماء فقدت صوتها بسبب مرض شديد ألم بها عندما كان عمرها ثلاث سنوات. غالبا ما تقدم المشورة لـ "هان كي" اي والدة" كيم تان" الحقيقية. طيبة، وتريد الأفضل لابنتها. |
| هان كي اي     | كيم سونغ-ريونغ | هان كي اي هي والدة "كيم تان" الحقيقية وعشيقة الرئيس" كيم نام يون". على الرغم من تطلعها للثروة إلى حد ما ورغبتها في تفوق ابنها، إلا أنها تهتم بـ "كيم تان" بعمق وتريده أن يكون سعيدًا فقط. |
| جونغ جي-سوك   | بارك جون-جيوم  | رئيسة مدرسة جيجوك الثانوية. زوجة الرئيس "كيم نام يون" الشرعية الثانية، والدة "كيم تان" في السجل العدلي. أنانية ومحبة للسيطرة تحاول الاستيلاء على مجموعة جيجوك عندما يتعرض زوجها الرئيس لوعكة صحية شديدة. |
| إستر لي       | يون سون-ها     | إستر لي هي رئيسة شركة آر.إس.تي انترناشيونال الشهيرة ووالدة "راشيل ريو" تعمل مصممة أزياء وباعتبارها مالكة لعدد من أسهم الشركات بعد طلاقها من زوجها الأول بما فيها مجموعة جيجوك ولزيادة ثروتها تعلن خطوبتها من رئيس مجموعة فنادق زيوس "تشوي دونج ووك" رغم حبها لزميلها السابق سكرتير مجموعة جيجوك "يون جاي هو"، والد"يون تشان يونغ" الذي تخلت عنه في السابق للزواج برجل غني يناسب مكانتها المرموقة.                                                                                     |
| يون جاي هو    | تشوي وون يونغ  | سكرتير مجموعة جيجوك ووالد "تشان يونغ "والحبيب السابق للرئيسة "إستر لي "التي لازال يحبها تمتاز شخصيته بالصراحة والإخلاص للرئيس" كيم نام يون". |
| تشوي دونج ووك | تشوي جين هو    | رئيس مجموعة فنادق زيوس ووالد "تشوي يونغ دو". تمتاز شخصيته بالصلابة والعنف ويتحول إلى زير نساء بعد أن ترك زوجته الأولى له. وهو خطيب الرئيسة "إستر لي" ومالك لعدد من أسهم الشركات بما فيها مجموعة جيجوك. |

### شخصيات ثانوية
- جونغ تشان-وو في دور كيم تان مراهق شاب
- يانغ هيون مو في دور تشوي يونغ دو مراهق شاب
- بايك سونغ هيون في دور السكرتير المتجسس جونغ
- تشوي جي نا في دور يو كيونغ ران والدة تشوي يونغ دو
- سيو يي سوك في دور والدة لي هيو شين
- جيونغ وون جونغ في دور والدة لي تشان هيوك والد لي هيو شين
- لي يون كيونغ في دور والدة لي بو نا
- را مي ران في دور والدة جو ميونغ سو
- تشوي يون كيونغ في دور والدة كانغ يي سول والصديقة المقربة لوالدة كيم تام الحقيقة هان كي أي.

### ضيوف شرف
- يون جين سيو في دور تشا أون سوك / ستيلا شقيقة تشا إيون سانغ الكبرى (الحلقة 1)
- كيم هي تشول في دور معد ومقدم لبرنامج الموسيقى (الحلقة 4)[40]
- فرقة تو أيز بشخصياتهم الحقيقة (الحلقة 4)
- فرقة فيكس بشخصياتهم الحقيقة (الحلقة 4)[41]
- بي تو بي (فرقة) بشخصياتهم الحقيقة (الحلقة 4)
- جونغ جو هي في دور المذيعة (الحلقة 15-16)
- وانغ جي-وون في دور يانغ دا كيونغ وريثة شركة اتصالات والزوجة المستقبلية لوريث مجموعة الإمبراطورية الأكبر كيم وون (الحلقة 17, 19-20)
- لي هيون جين (ممثل) في دور لي هيون جين شقيق لي بو نا الأكبر (الحلقة 19)[42]

## الإنتاج

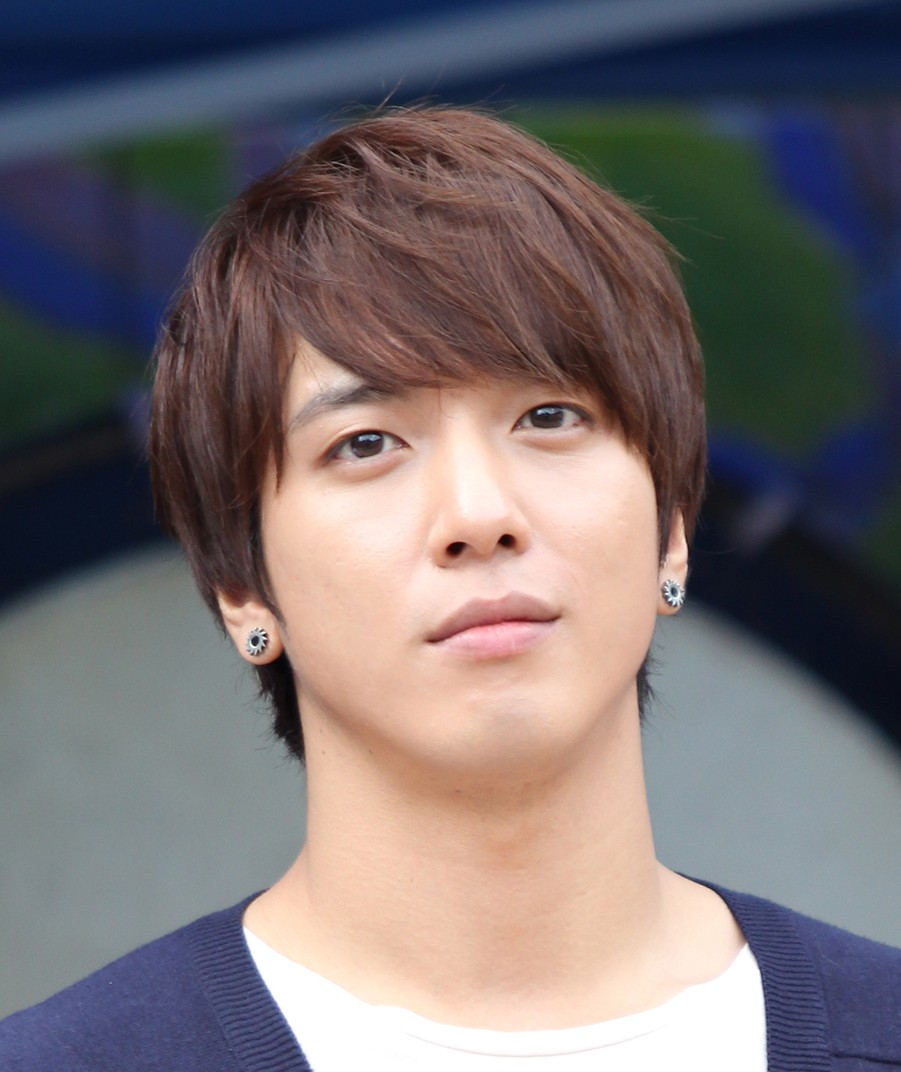
الممثل جونغ يونغ هوا

- عرضت إحدى الأدوار الرئيسية على المغني والممثل جونغ يونغ هوا من فرقة سي إن بلو، لكنه انسحب من المشروع. وفقا لشركته الإدارية FNC Entertainment، فإن الاختلافات بين شركة الإنتاج Hwa & Dam Pictures و FNC Entertainment هو أن الشخصية المقرر أداءها لم تكن مرضية للطرفين.
- جرت أول قراءة للسيناريو في 5 أغسطس 2013 في مركز إنتاج الشبكة التلفزيونية إس بي إس في Ilsan بمدينة غويانغ التابعة لمقاطعة غيونغي، كوريا الجنوبية والتي استغرقت أكثر من 4 ساعات لإكماله.
- في سبتمبر 2013 انتقل طاقم مسلسل «الورثة» إلى الولايات المتحدة لمدة 3 أسابيع. ثم غادر الممثل لي مين هو إلى الولايات المتحدة في 2 سبتمبر لتلحق به الممثلة باك شن هي في 6 سبتمبر حيث بدأ التصوير في الولايات المتحدة في 8 سبتمبر 2013. تم تصوير المشهد الأول في مزرعة لوز في ولاية كاليفورنيا مع لي مين هو وباك شن هي ثم في لوس أنجلوس، كاليفورنيا، بما في ذلك شواطئ في ماليبو بالإضافة إلى مواقع أخرى.
- قام الممثل لي مين هو بأداء إحدى الأغنيات التصويرية للدراما تحت عنوان «الحب المؤلم» ("Ahpeun Sarang"). وتصف الأغنية مشاعر كيم تان وهو يتخلى عن كل شيء من أجل المرأة التي يحبها. تم إصدار الأغنية في 4 ديسمبر 2013 في العديد من مواقع الموسيقى الكورية على الإنترنت.

### مسلسلات مقتبسة
- أعلنت الدراما التلفزيونية الصينية عام 2014 عن بث دراما مقتبسة بعنوان (Billion Dollar Heir (亿万 继承人 من بطولة يو شياو تونغ وكان تشينغ زي والممثل الكوري تشوي شي وون كنسخة جديدة من دراما الورثة،[43][44] لكن في وقت لاحق نفى الممثل تشوي شي وون والمخرج لي شاو هونغ ذلك مستشهدين بقصة وشخصيات مختلفة تماما عن الدراما الأصلية.[45]
- في عام 2016، أُعلن أن فيلمًا كوريًا صينيًا مستندًا إلى دراما الورثة يوجد قيد الإعداد.[46]

## موسيقى المسلسل
- موسيقى تصويرية: The Inheritors / الورثة (مسلسل كوري)
- فنان: فنانون متنوعون
- اللغة: لغة كورية، لغة إنجليزية
- تاريخ الإصدار: 2013
- عدد الأغاني: 32

| رقم | عنوان الأغنية                              | المغني                                         | المدة |
| --- | ------------------------------------------ | ---------------------------------------------- | ----- |
| 1.  | "I'm Saying"                               | لي هونغ جي                                     | 3:50  |
| 2.  | "...Love Is"                               | بارك جانج هيون و بارك هيون كيو من فرقة فرومانس | 3:40  |
| 3.  | "Love is the moment"                       | لي تشانغ مين (من فرقة تو أي إم)                | 3:40  |
| 4.  | "In the Name of Love"                      | كين (من فرقة فيكس)                             | 3:22  |
| 5.  | "Two People (طبعة جديدة)"                  | بارك جانج هيون من فرقة فرومانس                 | 4:29  |
| 6.  | Serendipity"                               | 2Young                                         | 3:37" |
| 7.  | "Biting My Lower Lip"                      | إسنا                                           | 3:43  |
| 8.  | "Here For You"                             | بيغ بيبي درايف                                 | 3:40  |
| 9.  | "What We Used to Be"                       | بيغ بيبي درايف                                 | 3:27  |
| 10. | "Some Other Day"                           | بيغ بيبي درايف                                 | 3:27  |
| 11. | "I Will See You"                           | ترانس فيكشن                                    | 2:54  |
| 12. | "..I'm Saying (موسيقى)"                    | لي هونغ جي                                     | 3:50  |
| 13. | "...Love Is" (موسيقى)                      | بارك جانج هيون و بارك هيون كيو من فرقة فرومانس | 3:40  |
| 14. | "Love is the moment (موسيقى)"              | لي تشانغ مين (من فرقة تو أي إم)                | 4:03  |
| 15. | "Story"                                    | باك شن هي                                      | 4:35  |
| 16. | "Crying Again"                             | مون ميونغ جين (문명진)                         | 3:50  |
| 17. | "Only With My Heart"                       | لينا بارك                                      | 4:25  |
| 18. | "Don't Look Back"                          | تشوي جين هيوك                                  | 4:07  |
| 19. | "Painful Love"                             | إي من هو                                       | 3:56  |
| 20. | "...Love Is (الصوت فقط)"                   | بارك هيون كيو من فرقة فرومانس                  | 3:10  |
| 21. | "In the Name of Love (النسخة الإنجليزية.)" | كين (من فرقة فيكس)                             | 3:22  |
| 22. | "Growing Pains 2"                          | كولد شيريي                                     | 3:52  |
| 23. | "Heritor"                                  | فنانون متنوعون                                 | 2:04  |
| 24. | "I'm Saying (عزف بيانو.)"                  | فنانون متنوعون                                 | 2:02  |
| 25. | "Dream Catcher"                            | فنانون متنوعون                                 | 2:30  |
| 26. | "...Love Is (إصدار كوميدي.)"               | فنانون متنوعون                                 | 1:25  |
| 27. | "Logical Love"                             | فنانون متنوعون                                 | 2:44  |
| 28. | "Weight of the Crown"                      | فنانون متنوعون                                 | 3:08  |
| 29. | "Aim at the Crown"                         | فنانون متنوعون                                 | 2:11  |
| 30. | "(별을 세는 아이)"                         | فنانون متنوعون                                 | 2:12  |
| 31. | "Portents of War"                          | فنانون متنوعون                                 | 1:58  |
| 32. | "Dream of One Summer Night"                | فنانون متنوعون                                 | 2:31  |

## البث الدولي
نظرًا لشهرة الكاتبة كيم أون سوك (التي سبق لها أن كتبت عشاق في باريس، الحديقة السرية وكرامة الرجل النبيل) وضم المسلسل لنخبة من نجوم الغناء والتمثيل، تم بيع حقوق البث الدولي إلى 13 دولة. حيث كان أعلى سعر مبيعا في اليابان بين جميع الأعمال الدرامية الكورية لعام 2013 بمبلغ 30,000 دولار أمريكي لكل حلقة. واعتبارًا من 26 يناير 2014، حصلت السلسلة على أكثر من مليار مشاهدة على يوكو، أكبر موقع للفيديو في الصين.
- الدول والقنوات التي عرض فيها المسلسل.
- باكستان – H Now Entertainment
- الصين – سوهو and يوكو
- هونغ كونغ – TVB J2
- إندونيسيا – آر سي تي آي، آي فليكس[50]
- إسرائيل – Viva[51]
- اليابان – KNTV[52]
- ماليزيا – ONE TV ASIA، 8TV (Malaysia),[53] آي فليكس
- الشرق الأوسط وشمال أفريقيا – إم بي سي 4[54]
- منغوليا – Mongol TV
- الفلبين – أي بي إس-سي بي إن، Jeepney TV، آي فليكس
- رومانيا – Euforia TV
- سنغافورة – ONE TV ASIA، MediaCorp Channel U
- سريلانكا – Derana TV، آي فليكس، Gluuoo[55]
- الهند – Puthuyugam TV
- تايلاند – Workpoint TV، آي فليكس، القناة 3
- فيتنام – HTV3 (September 15, 2014)[56]
- ميانمار – MRTV-4
- أرمينيا – 21TV[57]

## نسبة المشاهدة
في الجدول أدناه، الأرقام الزرقاء تمثل أدنى درجات المشاهدة والأرقام الحمراء  تمثل أعلاها. مع ترتيب لكل حلقة.
| # رقم الحلقات  | تاريخ البث الأصلي | متوسط مشاهدة الجمهور  | متوسط مشاهدة الجمهور  | متوسط مشاهدة الجمهور                   | متوسط مشاهدة الجمهور                   |
| # رقم الحلقات  | تاريخ البث الأصلي | التقييم حسب شبكة TNmS | التقييم حسب شبكة TNmS | التقييم حسب شبكة AGB Nielsen الفلبينية | التقييم حسب شبكة AGB Nielsen الفلبينية |
| # رقم الحلقات  | تاريخ البث الأصلي | على الصعيد الوطني     | منطقة سول العاصمة     | على الصعيد الوطني                      | منطقة سول العاصمة                      |
| -------------- | ----------------- | --------------------- | --------------------- | -------------------------------------- | -------------------------------------- |
| 1              | 9 أكتوبر 2013     | 9.9%                  | 12.0%                 | 11,6 %                                 | 13,1 %                                 |
| 2              | 10 أكتوبر 2013    | 11,2 %                | 13,4 %                | 10.5%                                  | 11.8%                                  |
| 3              | 16 أكتوبر 2013    | 10,9 %                | 13,9 %                | 10,6 %                                 | 11.8%                                  |
| 4              | 17 أكتوبر 2013    | 12,4 %                | 15,2 %                | 11,5 %                                 | 12,7 %                                 |
| 5              | 23 أكتوبر 2013    | 12,2 %                | 15,6 %                | 11,4 %                                 | 12,8 %                                 |
| 6              | 24 أكتوبر 2013    | 13,9 %                | 17,9 %                | 13,5 %                                 | 14,8 %                                 |
| 7              | 30 أكتوبر 2013    | 12,9 %                | 16,2 %                | 13,1 %                                 | 13,1 %                                 |
| 8              | 31 أكتوبر 2013    | 14,1 %                | 17,6 %                | 13,1 %                                 | 14,1 %                                 |
| 9              | 6 نوفمبر 2013     | 13,3 %                | 16,6 %                | 13,4 %                                 | 15,3 %                                 |
| 10             | 7 نوفمبر 2013     | 14,3 %                | 17,9 %                | 15,3 %                                 | 17,2 %                                 |
| 11             | 13 نوفمبر 2013    | 13,9 %                | 17,1 %                | 15,4 %                                 | 16,8 %                                 |
| 12             | 14 نوفمبر 2013    | 14,0 %                | 17,8 %                | 15,9 %                                 | 17,5 %                                 |
| 13             | 20 نوفمبر 2013    | 18,2 %                | 22,1 %                | 20,6 %                                 | 22,7 %                                 |
| 14             | 21 نوفمبر 2013    | 19,4 %                | 23,4 %                | 22,1 %                                 | 24,6 %                                 |
| 15             | 27 نوفمبر 2013    | 18,2 %                | 22,7 %                | 19,8 %                                 | 21,0 %                                 |
| 16             | 28 نوفمبر 2013    | 20,2 %                | 23,8 %                | 21,1 %                                 | 23,2 %                                 |
| 17             | 4 ديسمبر 2013     | 21,4 %                | 27,6 %                | 21,4 %                                 | 23,4 %                                 |
| 18             | 5 ديسمبر 2013     | 21,8 %                | 27,3 %                | 23,9 %                                 | 26,5 %                                 |
| 19             | 11 ديسمبر 2013    | 22,5 %                | 28.5%                 | 24,3 %                                 | 27,0 %                                 |
| 20             | 12 ديسمبر 2013    | 23.5%                 | 27,9 %                | 25.6%                                  | 28.6%                                  |
| متوسط المشاهدة | متوسط المشاهدة    | 15,9 %                | 19,7 %                | 16,7 %                                 | 18,4 %                                 |

## جوائز وترشيحات
| سنة  | جوائز                                        | فئة                                           | الفائز                            | النتيجة |
| ---- | -------------------------------------------- | --------------------------------------------- | --------------------------------- | ------- |
| 2013 | جوائز تلفزيون الصين للدراما الدورة 18        | الممثلة الأجنبية الأكثر شعبية                 | باك شن هي                         | فوز     |
| 2013 | جوائز تلفزيون الصين للدراما الدورة 18        | الممثل الأجنبي الأكثر شعبية                   | كيم وو بن                         | فوز     |
| 2013 | بايدو فيي ديان ("جائزة الممثل الأكثر إثارة") | أفضل ممثل آسيوي                               | إي من هو (1987)                   | فوز     |
| 2013 | جوائز دراما إس بي إس الدورة 21               | جائزة الممثل المتميز في دراما خاصة            | إي من هو (1987)                   | فوز     |
| 2013 | جوائز دراما إس بي إس الدورة 21               | جائزة الممثل المتميزة في دراما خاصة           | باك شن هي                         | فوز     |
| 2013 | جوائز دراما إس بي إس الدورة 21               | جائزة التمثيل الخاص لأفضل ممثلة في دراما خاصة | كيم سونغ-ريونغ                    | فوز     |
| 2013 | جوائز دراما إس بي إس الدورة 21               | أفضل 10 نجوم                                  | إي من هو (1987)                   | فوز     |
| 2013 | جوائز دراما إس بي إس الدورة 21               | أفضل 10 نجوم                                  | باك شن هي                         | فوز     |
| 2013 | جوائز دراما إس بي إس الدورة 21               | أفضل 10 نجوم                                  | كيم وو بن                         | فوز     |
| 2013 | جوائز دراما إس بي إس الدورة 21               | أفضل نجم جديد                                 | تشوي جين هيوك                     | فوز     |
| 2013 | جوائز دراما إس بي إس الدورة 21               | أفضل نجم جديد                                 | كانغ من هيوك                      | فوز     |
| 2013 | جوائز دراما إس بي إس الدورة 21               | أفضل نجم جديد                                 | كيم جي وون                        | فوز     |
| 2013 | جوائز دراما إس بي إس الدورة 21               | جائزة الممثل الأكثر شعبية على الإنترنت        | إي من هو (1987)                   | فوز     |
| 2013 | جوائز دراما إس بي إس الدورة 21               | جائزة الممثل الأكثر شعبية على الإنترنت        | كيم وو بن                         | رُشِّح     |
| 2013 | جوائز دراما إس بي إس الدورة 21               | جائزة الممثل الأكثر شعبية على الإنترنت        | باك شن هي                         | رُشِّح     |
| 2013 | جوائز دراما إس بي إس الدورة 21               | جائزة أفضل ثنائي                              | إي من هو (1987) and باك شن هي     | فوز     |
| 2013 | جوائز دراما إس بي إس الدورة 21               | جائزة الأناقة                                 | إي من هو (1987)                   | فوز     |
| 2014 | جوائز بايكسانغ للفنون الدورة 50              | الممثل الأكثر شعبية في التلفزيون              | إي من هو (1987)                   | رُشِّح     |
| 2014 | جوائز بايكسانغ للفنون الدورة 50              | الممثل الأكثر شعبية في التلفزيون              | كيم وو بن                         | رُشِّح     |
| 2014 | جوائز بايكسانغ للفنون الدورة 50              | الممثل الأكثر شعبية في التلفزيون              | باك هيونغ شك                      | رُشِّح     |
| 2014 | جوائز بايكسانغ للفنون الدورة 50              | الممثلة الأكثر شعبية في التلفزيون             | باك شن هي                         | فوز     |
| 2014 | جوائز بايكسانغ للفنون الدورة 50              | جائزة أفضل أغنية                              | Love is the moment – لي تشانغ مين | رُشِّح     |
| 2014 | جوائز قوس قزح آسيا للتلفزيون الدورة 2        | أفضل الدراما عصرية                            | الورثة                            | فوز     |
| 2014 | جوائز قوس قزح آسيا للتلفزيون الدورة 2        | أفضل ممثل في بطولة                            | إي من هو (1987)                   | رُشِّح     |
| 2014 | جوائز قوس قزح آسيا للتلفزيون الدورة 2        | أفضل ممثلة بارزة في بطولة                     | باك شن هي                         | فوز     |
| 2014 | جوائز قوس قزح آسيا للتلفزيون الدورة 2        | أفضل ممثل مساعد                               | كيم وو بن                         | رُشِّح     |
| 2014 | جوائز قوس قزح آسيا للتلفزيون الدورة 2        | أفضل ممثلة مساعدة                             | كيم جي وون                        | رُشِّح     |
| 2014 | جوائز قوس قزح آسيا للتلفزيون الدورة 2        | أفضل مخرج بارز                                | Kang Shin-hyo                     | فوز     |
| 2014 | جوائز قوس قزح آسيا للتلفزيون الدورة 2        | أفضل كاتبة سيناريو بارزة                      | كيم أون سوك                       | فوز     |
| 2014 | جوائز قوس قزح آسيا للتلفزيون الدورة 2        | أفضل موضوع أغنية                              | Love is the moment – لي تشانغ مين | فوز     |
| 2014 | جوائز سيول الدولية للدراما الدورة 9          | أفضل دراما كورية بارزة                        | الورثة                            | فوز     |
| 2014 | جوائز سيول الدولية للدراما الدورة 9          | أبرز ممثل كوري                                | إي من هو (1987)                   | رُشِّح     |
| 2014 | جوائز سيول الدولية للدراما الدورة 9          | أبرز ممثلة كورية                              | باك شن هي                         | رُشِّح     |
| 2014 | جوائز سيول الدولية للدراما الدورة 9          | أفضل ممثل من اختيار الجمهور                   | إي من هو (1987)                   | رُشِّح     |
| 2014 | جوائز سيول الدولية للدراما الدورة 9          | أفضل ممثل من اختيار الجمهور                   | كيم وو بن                         | رُشِّح     |
| 2014 | جوائز سيول الدولية للدراما الدورة 9          | أفضل ممثلة من اختيار الجمهور                  | باك شن هي                         | رُشِّح     |
| 2014 | جوائز سيول الدولية للدراما الدورة 9          | جائزة أبرز أغنية تصورية في دراما كورية        | I'm Saying – لي هونغ جي           | رُشِّح     |
| 2014 | جوائز سيول الدولية للدراما الدورة 9          | جائزة أبرز أغنية تصورية في دراما كورية        | Only With My Heart – لينا بارك    | رُشِّح     |
| 2014 | جوائز الدراما الكورية الدورة 7               | الجائزة الكبرى (دايسانغ)                      | إي من هو (1987)                   | رُشِّح     |
| 2014 | جوائز الدراما الكورية الدورة 7               | أفضل مدير إنتاج                               | Kang Shin-hyo وBoo Sung-chul      | رُشِّح     |
| 2014 | جوائز الدراما الكورية الدورة 7               | جائزة التميز                                  | كيم وو بن                         | رُشِّح     |
| 2014 | جوائز الدراما الكورية الدورة 7               | جائزة التميز                                  | تشوي جين هيوك                     | رُشِّح     |
| 2014 | مهرجان سيول الدولي لأفلام الشباب الدورة 16   | أفضل ممثل شاب                                 | كانغ ها-نيول                      | رُشِّح     |
| 2014 | مهرجان سيول الدولي لأفلام الشباب الدورة 16   | أفضل ممثلة شابة                               | باك شن هي                         | رُشِّح     |
| 2014 | مهرجان سيول الدولي لأفلام الشباب الدورة 16   | أفضل أغنية تصويرية لفنان                      | I'm Saying – لي هونغ جي           | رُشِّح     |
| 2014 | مهرجان سيول الدولي لأفلام الشباب الدورة 16   | أفضل أغنية تصويرية لفنان                      | Love is the moment – لي تشانغ مين | رُشِّح     |
| 2014 | جوائز نجم أبان الدورة 3                      | جائزة أفضل ممثل متميز في مسلسل قصير           | إي من هو (1987)                   | رُشِّح     |
| 2014 | جوائز نجم أبان الدورة 3                      | جائزة أفضل ممثل متميز في مسلسل قصير           | كيم وو بن                         | رُشِّح     |
| 2014 | جوائز نجم أبان الدورة 3                      | جائزة أفضل ممثلة متميزة في مسلسل قصير         | باك شن هي                         | فوز     |

## روابط خارجية
- الورثة على موقع IMDb (الإنجليزية)
- الورثة على موقع نتفليكس (الإنجليزية)
- الورثة على موقع فيلمافينيتي (الإسبانية)
- الورثة على موقع كينوبويسك (الروسية)
- الورثة على موقع قاعدة بيانات الفيلم (الإنجليزية)